# Метро линија М2
Линија 2 (званично: Метро 2 или М2, а незванично: црвена линија) је друга линија метроа у Будимпешти. Линија иде у Будиму испод Дунава до центра града, одакле наставља на исток.
Пре отварања Линије 4 2014. године, то је била једина линија која је опслуживала Будим. Дневни број путника се процењује на 350.000. 

## Историја
Први планови за другу линију метроа су направљени 1942., а Савет министара је одобрио њену изградњу 1950. Линија М2 је првобитно била планирана да повеже две главне железничке станице, Келети и Дели. Савет министара је желео да до 1954. заврши прву деоницу, а другу деоницу до 1955. Изградња је обустављена из финансијских и политичких разлога од 1954. до 1963. Владајућа Мађарска социјалистичка радничка партија одлучила је да обнови градњу на партијском конгресу 1959. Коначно је отворена са седам станица 2. априла (тада комунистички празник у Мађарској) 1970., а друга деоница 1972. Операција је почела 1970. са возовима са 3 вагона, убрзо затим проширеним на возове са 4 вагона и возовима са 5 вагона од 1972. Велика реконструкција колосека и станица предузета је између 2004. и 2008., а нови возови су стигли 2010. Нови возови су пуштени у саобраћај две године касније, у септембру 2012., а до априла 2013. на линији су опслуживали искључиво нови возови.
5. децембра 2016. догодила се незгода на линији у којој је учествовао АМ5-М2. Надолазећи воз се сударио са возом који је чекао на станици Pillangó utca. Ово је била прва тешка несрећа у историји будимпештанског метроа. У несрећи није било смртно страдалих, али је, према наводима тужилаштва, повређена укупно двадесет и једна особа, од којих је пет са тешким повредама.